# Toledo (Oregon)
Toledo – miasto w Stanach Zjednoczonych, w stanie Oregon, w hrabstwie Lincoln.